# Вик-на-Дарсе
Вик-на-Дарсе (нем. Wieck a. Darß) — община в Германии, в земле Мекленбург-Передняя Померания.
Входит в состав района Северная Передняя Померания. Подчиняется управлению Дарс/Фишланд. Население составляет 760 человек (на 31 декабря 2010 года). Занимает площадь 8,93 км².

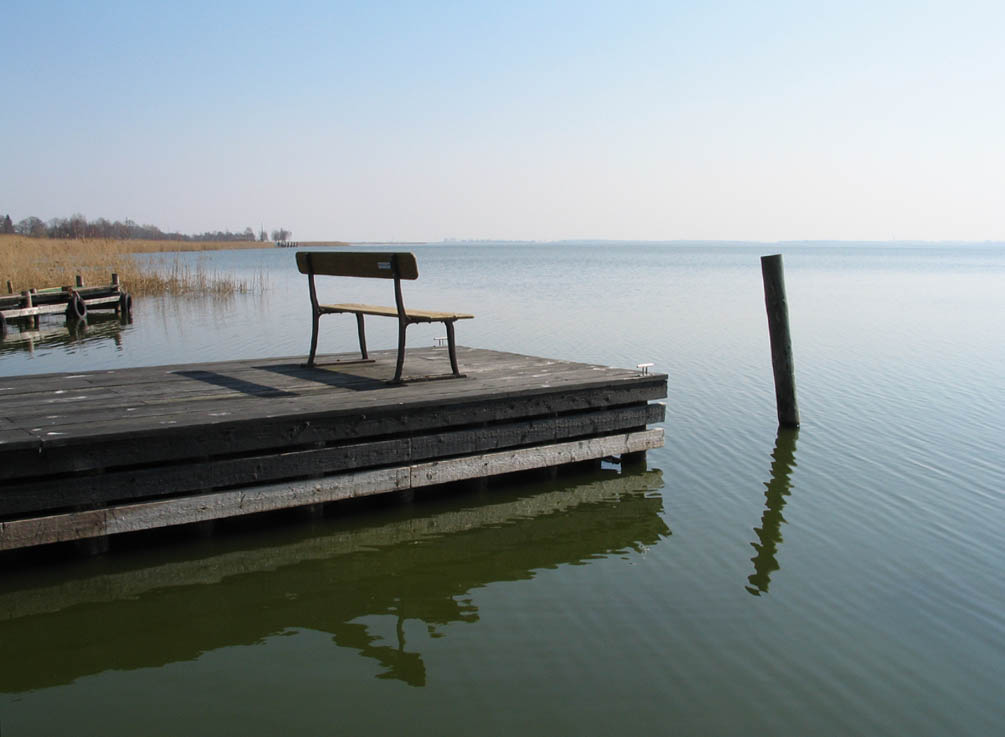
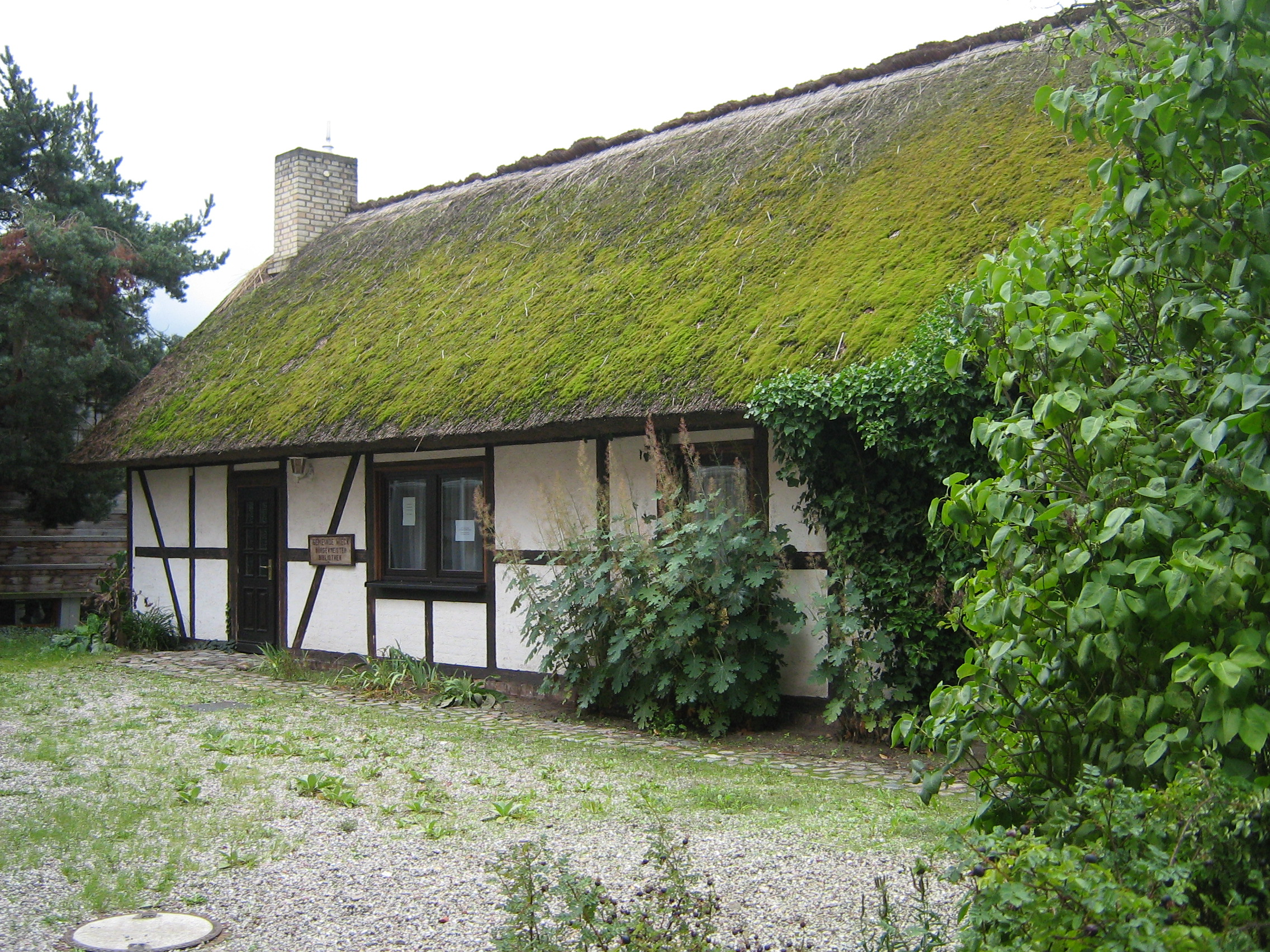
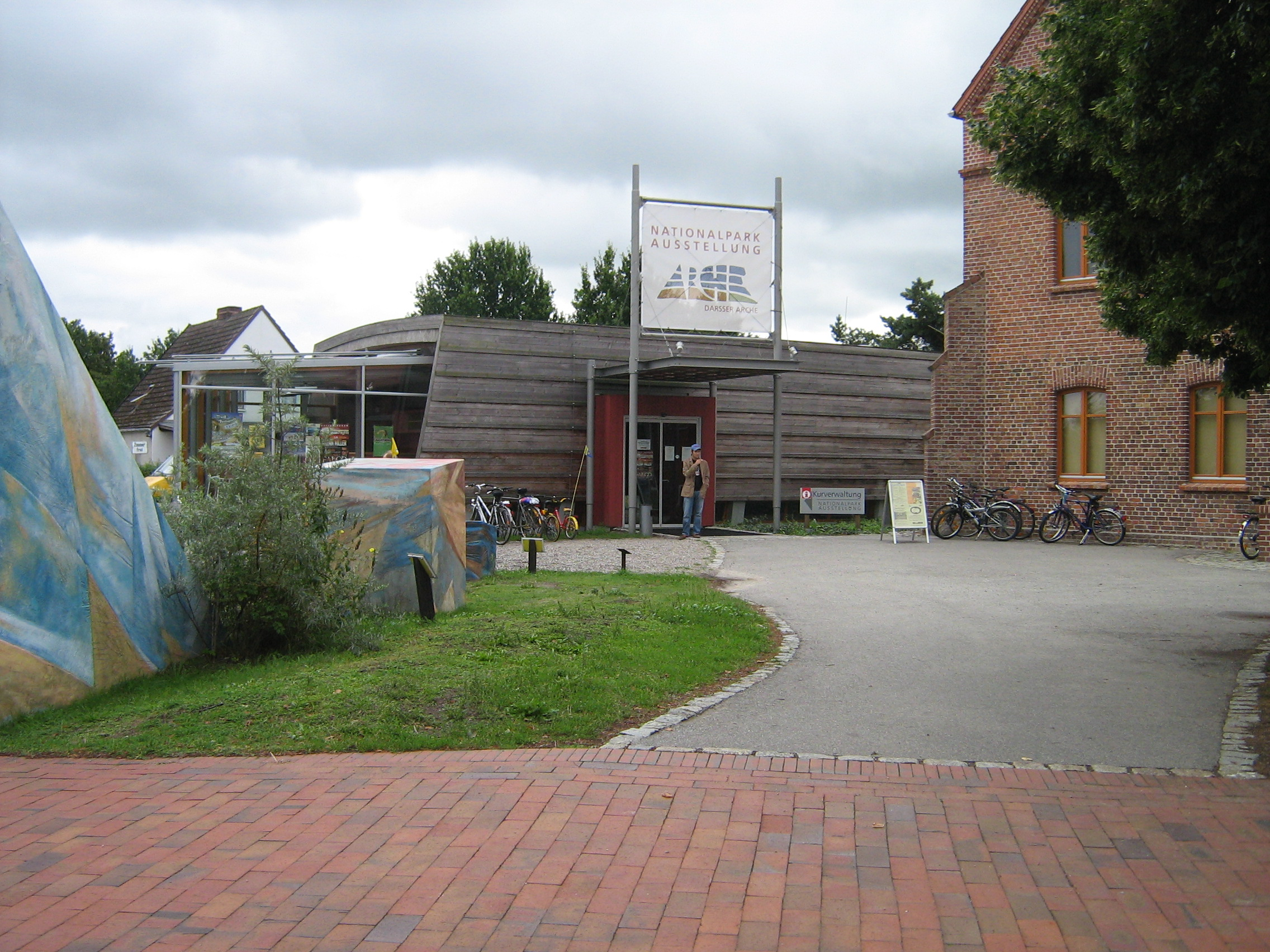